# Best of Ozz
Best of Ozz es un álbum recopilatorio de Ozzy Osbourne, publicado el 1 de marzo de 1989 por CBS/Sony solamente en Japón. El disco contiene canciones de los cuatro primeros álbumes como solista de Osbourne, desde Blizzard of Ozz de 1980 hasta The Ultimate Sin de 1986.

## Lista de canciones
| N.º | Título               | Escritor(es)                                        | Duración |  |
| 1.  | «Over the Mountain»  | Ozzy Osbourne Randy Rhoads Bob Daisley Lee Kerslake | 4:32     |  |
| 2.  | «Secret Loser»       | Osbourne Jake E. Lee                                | 4:11     |  |
| 3.  | «Goodbye to Romance» | Osbourne Rhoads Daisley                             | 5:35     |  |
| 4.  | «Shot in the Dark»   | Osbourne Phil Soussan                               | 4:28     |  |
| 5.  | «Mr. Crowley»        | Osbourne Rhoads Daisley                             | 4:59     |  |
| 6.  | «Bark at the Moon»   | Osbourne                                            | 4:16     |  |
| 7.  | «Crazy Train»        | Osbourne Rhoads Daisley                             | 4:51     |  |
| 8.  | «Centre of Eternity» | Osbourne                                            | 5:23     |  |
| 9.  | «Diary of a Madman»  | Osbourne Rhoads Daisley Kerslake                    | 6:15     |  |
| 10. | «The Ultimate Sin»   | Osbourne Lee                                        | 3:45     |  |